# Ниорадзе, Ирма Амирановна
И́рма Амира́новна Ниора́дзе (груз. ირმა ნიორაძე,  род.  15 июня 1969, Тбилиси) — грузинская и российская балерина, ведущая солистка балета Мариинского театра, народная артистка России (2011).

## Биография
Ирма Амирановна Ниорадзе  родилась 15 июня 1969 года в Тбилиси (Грузинская ССР). В 1987 году окончила Тбилисское хореографическое училище (педагоги Серафима Векуа и Вахтанг Чабукиани). В  1987—1988 годах  стажировалась в петербургском Вагановском училище у педагогов Людмилы Сафроновой и Татьяны Удаленковой.
В 1989—1990 годах — артистка балета Тбилисского академического театра оперы и балета им. Палиашвили, в котором дебютировала в заглавной партии балета «Жизель» А. Адана. В 1989 году выступала на Международном балетном фестивале в Монпелье во Франции в балетах Георгия Алексидзе, также много гастролировала с труппой Нины Ананиашвили. В 1991 году стажировалась в Датском Королевском балете в Копенгагене.
С 1992 года — ведущая солистка балетной труппы Мариинского театра. Педагогами-репетиторами Ирмы Ниорадзе в Мариинском театре стали сначала  Ольга Моисеева, а  с 1994 года  — Нинель Кургапкина (вплоть до своей смерти).
С 1998 года — солистка балета Государственного Эрмитажа.
Активно гастролирует на ведущих сценах России и мира (Большой театр, Ковент-Гарден, Альберт-Холл, Театр Елисейских Полей, Метрополитен Опера, театр Колон (Аргентина), Королевский театр (Испания), в Германии, Дании, Норвегии, Финляндии, Греции, Японии, Китае, Корее, Сингапуре, и многих других странах.
Ирма Ниорадзе также выступает в качестве певицы и скрипачки.

### Семья
- Мать — врач, отец  — инженер (скончался в 2008 году от инсульта в возрасте 84 лет), пятеро сестёр, одна из которых — Мзия Ниорадзе — оперная певица (меццо-сопрано) Мариинского театра.
- Муж  — Гоча Чхаидзе,  бизнесмен, совладелец грузинской винодельческой компании «Братья Асканели».
- Сын  — Илико Чхаидзе

## Репертуар
- «Жизель» А. Адана, хореография Ж. Коралли, Ж. Перро, М. Петипа — Жизель
- «Спящая красавица» П. И. Чайковского, хореография М. Петипа, редакция К. Сергеева — Фея Сирени, Аврора
- «Лебединое озеро» П. И. Чайковского, хореография М. Петипа, Л. Иванова, редакция К. Сергеева  — Одетта-Одиллия
- «Баядерка» Л. Минкуса, хореография М.  Петипа, редакция В. Пономарёва и В. Чабукиани — Никия, Гамзатти
- «Дон Кихот» Л. Минкуса, хореография А. Горского  — Китри
- «Пахита» Л. Минкуса, хореография М. Петипа  — Солистка гран па
- «Корсар»  А. Адана, хореография Ж. Перро, М. Петипа, редакция П. Гусева — Медора
- «Раймонда» А. К. Глазунова, хореография М. Петипа, редакция Ю. Григоровича  —  Раймонда
- «Па-де-катр» на музыку Ц. Пуни, хореография А. Долина — Солистка
- «Легенда о любви» А. Д. Меликова, хореография Ю. Григоровича — Мехменэ-Бану
- «Бахчисарайский фонтан» Б. В. Асафьева, хореография Р. Захарова — Зарема
- «Жар-птица» И. Стравинского, хореография М. Фокина, реконструкция А. Лиепы и И. Фокиной — Жар-птица
- «Шехеразада» на музыку Н. А. Римского-Корсакова, хореография М.  Фокина, реконструкция А. Лиепы и И. Фокиной  — Зобеида
- «Манон» на музыку Ж. Массне, хореография К. Макмиллана  — Манон
- «Юноша и Смерть» на музыку  И. С. Баха, хореография Р. Пети — Смерть
- «Кармен» на музыку Ж. Бизе, хореография Р. Пети — Кармен
- «Кармен-сюита» на музыку Ж. Бизе—Р. Щедрина, хореография А. Алонсо — Кармен
- «Ромео и Джульетта» С. Прокофьева — Джульетта
- «Симфония до мажор» на музыку Ж. Бизе,  хореография Дж. Баланчина  — Солистка I части
- «Рубины» из балета «Драгоценности» на музыку «Каприччио» для фортепиано с оркестром И. Стравинского, хореография Дж. Баланчина — Солистка
- «Аполлон Мусагет» И. Стравинского, хореография Дж. Баланчина — Солистка
- «Гойя-Дивертисмент» на музыку М. И. Глинки, хореография Х. Антонио — Маха
- «Поэма экстаза» на музыку А. Скрябина, хореография А. Ратманского  — Солистка
- «Поцелуй Феи»  на музыку И. Стравинского, хореография А. Ратманского — Фея
- «Золушка» С. Прокофьева, хореография А. Ратманского — Мачеха
- «Волшебный орех» на музыку А. Скрябина,  хореография А. Ратманского — Соблазнительница
- Хореографическая миниатюра «Лебедь» на музыку К. Сен-Санса, хореография М. Фокина — Лебедь
- Хореографическая миниатюра «Papilon» («Бабочка») Жана-Кристофа Блавье

### Первая исполнительница
- «Тамар» на музыку М. А. Балакирева, хореография Юриса Сморигимаса,  автор идеи А. Лиепа по мотивам композиции М. Фокина — Тамар
- «Мадам Лионелли» на музыку Д. Адамса и Г. Брайерс, хореография К. Симонова
- «Монолог о женщине» на музыку Э. Морриконе, хореография К. Симонова
- «Сапфиры» из балета «Игра драгоценностей» на музыку Давида (Дато) Евгенидзе, хореография Г. Алексидзе и Е. Дружинина — Солистка

## Награды и звания
- 1990 — Третья премия на Международном балетном конкурсе в Джексоне, США (репетитор — Наталья Золотова)
- 1998 — Орден Чести (Грузия)[2]
- 1998 — Государственная премия Грузии[3]
- 2002 — Заслуженная артистка России
- 2010 — Премия «Балтика»
- 2011 — Народная артистка России[4]